# Wimmeria montana
Wimmeria montana là một loài thực vật thuộc họ Celastraceae. Đây là loài đặc hữu của México.